# Eugenio Bossilkov
Eugenio Bossilkov (in bulgaro Евгений Босилков?, Evgenij Bosilkov; Belene, 16 novembre 1900 – Sofia, 11 novembre 1952) è stato un vescovo cattolico bulgaro, della Congregazione della Passione di Gesù Cristo. Vescovo di Nicopoli, in Bulgaria, morì martire sotto il regime comunista. È stato proclamato beato da papa Giovanni Paolo II nel 1998.

## Biografia
Nato a Belene il 16 novembre 1900, lo stesso giorno venne battezzato con il nome di Vincenzo.

### Formazione e ministero sacerdotale
Nel 1911 entrò nel seminario dei Missionari Passionisti ad Oresh; dopo due anni passò in quello di Ruse. Nel 1914 fu inviato a studiare in Belgio e Paesi Bassi.
Il 28 aprile 1919 entrò nel noviziato passionista di Ere, in Belgio, dove professò nella congregazione dei passionisti il 29 aprile 1920.
Il 25 luglio 1926 fu ordinato presbitero, nella cattedrale di Ruse, dal vescovo Damian Johannes Theelen.
Dopo ulteriori studi a Roma tornò in Bulgaria, dove fu segretario di mons. Theelen, parroco di Bardarski Gheran ed amministratore apostolico della diocesi di Nicopoli.

### Ministero episcopale
Il 26 luglio 1947 papa Pio XII lo nominò vescovo di Nicopoli; succedette a Damian Johannes Theelen, deceduto il 6 agosto 1946. Il 7 ottobre 1947 ricevette l'ordinazione episcopale, nella cattedrale di Ruse, dal vescovo Ivan Romanov, coconsacranti i vescovi Ivan Garufalov e Kiril Kurtev.
Il 17 settembre 1948 venne ricevuto in udienza da papa Pio XII, che gli predisse: "In Bulgaria l'aspetta la corona del martirio". Nonostante le pressioni perché restasse in Italia, tornò in patria, dove la persecuzione contro la Chiesa cattolica era ormai sistematica sotto il regime stalinista.
Il 18 febbraio 1949 scrisse al superiore provinciale passionista nei Paesi Bassi: "Ho il coraggio di vivere, spero di averlo anche per subire il peggio, restando fedele a Cristo, al Papa e alla Chiesa".
La causa del martirio fu la sua fedeltà alla Chiesa cattolica e al Papa, a servizio della fede cattolica che professava, durante il periodo di accanita persecuzione sotto il regime comunista che aveva preso il potere in Bulgaria dopo l'invasione e l'occupazione del 9 settembre 1944 da parte dell'esercito sovietico.
Tornato in Bulgaria fu arrestato il 16 luglio 1952, con l'accusa di aver costituito e diretto un'attività criminosa e sovversiva di spionaggio a servizio del Vaticano e dei paesi imperialisti. Il processo iniziò il 29 settembre presso il Palazzo di giustizia di Sofia; vi era imputato insieme ad altri 26 sacerdoti, a una suora e a due laici.
Il verdetto di condanna a morte per lui e tre sacerdoti assunzionisti fu emesso il 3 ottobre. Venne fucilato in carcere nella notte tra l'11 e il 12 novembre. L'ordine, a quanto sembra, venne direttamente da Mosca. Fu sepolto in una fossa comune in un luogo ancora sconosciuto.

## Culto
Fu beatificato da Giovanni Paolo II il 15 marzo 1998. La sua memoria liturgica si celebra l'11 novembre.

## Genealogia episcopale
La genealogia episcopale è:
- Cardinale Scipione Rebiba
- Cardinale Giulio Antonio Santori
- Cardinale Girolamo Bernerio, O.P.
- Vescovo Claudio Rangoni
- Arcivescovo Wawrzyniec Gembicki
- Arcivescovo Jan Wężyk
- Vescovo Piotr Gembicki
- Vescovo Jan Gembicki
- Vescovo Bonawentura Madaliński
- Vescovo Jan Małachowski
- Arcivescovo Stanisław Szembek
- Vescovo Felicjan Konstanty Szaniawski
- Vescovo Andrzej Stanisław Załuski
- Arcivescovo Adam Ignacy Komorowski
- Arcivescovo Władysław Aleksander Łubieński
- Vescovo Andrzej Mikołaj Stanisław Kostka Młodziejowski
- Arcivescovo Kasper Kazimierz Cieciszowski
- Vescovo Franciszek Borgiasz Mackiewicz
- Vescovo Michał Piwnicki
- Arcivescovo Ignacy Ludwik Pawłowski
- Arcivescovo Kazimierz Roch Dmochowski
- Arcivescovo Wacław Żyliński
- Vescovo Aleksander Kazimierz Bereśniewicz
- Arcivescovo Szymon Marcin Kozłowski
- Vescovo Mečislovas Leonardas Paliulionis
- Arcivescovo Bolesław Hieronim Kłopotowski
- Arcivescovo Jerzy Józef Elizeusz Szembek
- Vescovo Stanisław Kazimierz Zdzitowiecki
- Cardinale Aleksander Kakowski
- Papa Pio XI
- Cardinale Alfredo Ildefonso Schuster, O.S.B.
- Cardinale Gustavo Testa
- Arcivescovo Giuseppe Mazzoli
- Vescovo Ivan Romanov
- Vescovo Vincenzo Eugenio Bossilkov, C.P.